# Chronologie d'Étampes

Blason de la ville d'Étampes

Cette chronologie d'Étampes liste les principaux événements qui jalonnent l'histoire d'Étampes, ville située en France dans le département de l'Essonne, en région Île-de-France.

## Préhistoire
- Le menhir dit de Pierrefitte date du Néolithique.

## Antiquité
- À l'époque de la Gaule romaine, Étampes, nommée Stampae était un bourg localisé dans l'actuelle zone industrielle. Des villa rustica étaient disséminées sur le territoire. Le cimetière gallo-romain est à ce jour le plus important découvert en Île-de-France.

## Moyen Âge
- 604
  - Le 25 décembre 604 se déroula la bataille d'Étampes. L'armée de Clotaire II y fut défaite par les troupes coalisées de Thierry II de Bourgogne et Thibert II d'Austrasie.
- 936
  - Le castrum est transféré au bord de la Juine en contrebas de l'église Saint-Basile.
- 1046
  - C'est en 1046 que le roi Henri Ier édicta une charte en faveur de Notre-Dame d'Étampes pour lui octroyer des terres et le droit à amendes pour quiconque subtiliserait ses biens[1].
- 1079
  - Philippe Ier séjourna à Étampes et tenta vainement d'imposer son autorité à Hugues du Puiset.
- 1123
  - Louis VI le Gros accorda une franchise aux commerçants acceptant de s'installer dans le futur quartier saint-Gilles.
- 1130
  - Louis VI convoqua Henri Ier Sanglier archevêque de Sens, Raymond de Martigné archevêque de Reims, Vulgrin archevêque de Bourges et Bernard de Clairvaux entre autres afin de juger qui des deux prétendants à la papauté était le plus légitime. Le concile d'Étampes se prononça pour Innocent II.
- 1147
  - Louis VII de France convoqua un nouveau concile pour préparer la deuxième croisade.
- vers 1200
  - Ingeburge de Danemark, reine de France répudiée par Philippe Auguste est enfermée au château d'Étampes.
- 1298
  - Philippe le Bel érige le domaine en comté et le donne à son demi-frère Louis d'Évreux.
- 1319
  - Charles d'Étampes devient comte d'Étampes.
- 1327
  - Charles IV érige le comté en pairie pour son neveu Charles d'Étampes.
- 1336
  - Louis d'Étampes devient comte d'Étampes.
- 1400
  - Jean Ier de Berry devient comte d'Étampes.
- 1411
  - Le 15 décembre, la ville est prise par Jean sans Peur
- 1416
  - Jean de Bourgogne devient comte d'Étampes.
- 1421
  - Richard de Bretagne devient comte d'Étampes.
- 1438
  - François II de Bretagne devient comte d'Étampes.

## Renaissance
- 1478
  - Jean de Foix devient comte d'Étampes.
- 1484
  - Charles VIII signe à Étampes les Statuts et ordonnances des cordonniers de Chartres.
- 1500
  - Décès de Jean de Foix.
  - Gaston de Foix-Nemours devient comte d'Étampes.
- 1512
  - Anne de Bretagne, reine de France devient comtesse d'Étampes.
- 1514
  - Claude de France, reine de France devient comtesse d'Étampes.
  - Louis XII autorise la ville à élire un conseil municipal et construire un Hôtel de ville.
- 1536
  - François Ier donne à sa favorite Anne de Pisseleu le domaine et titre son époux Jean IV de Brosse duc d'Étampes.
- 1547
  - Henri II annule cette décision et offre le titre à sa propre favorite Diane de Poitiers.

## Ancien Régime
- 1562
  - Antoine de Bourbon installe entre avril et mai à Étampes une garnison pour la défense de Paris.
  - La peste frappe la cité en octobre.
  - Le 13 novembre, Louis Ier de Bourbon-Condé s'empare de la ville.
- 1563
  - Le 2 janvier, la garnison protestante est forcée de quitter la ville pour porter secours à Orléans assiégé par François de Guise.
- 1567
  - Le 17 octobre, Gabriel Ier de Montgomery prend la ville après un assaut ravageur. Le couvent des Cordeliers est incendié.
  - Le 16 novembre, nouvelle défaite des protestants à Saint-Denis qui les force à quitter la ville.
- 1569
  - La région est ravagée par les mercenaires licenciés après la bataille de Moncontour.
- 1573
  - Diane de France devient duchesse d'Étampes.
- 1587
  - La ville constitue une ligue catholique.
- 1588
  - Le 19 août, la ville se rallie à la Sainte Ligue.
- 1589
  - Le 23 juin, la ville est prise par Henri III et Henri de Navarre.
  - Le 20 octobre, les ligueurs font le siège de la ville. Elle tombe entre leurs mains le 23 octobre.
  - Le 5 novembre, Henri IV reprend la ville sans combat.
  - Au cours de l'année, le château d'Étampes et les fortifications sont démantelés.
- 1598
  - Gabrielle d'Estrées, favorite d'Henri IV devient duchesse d'Étampes.
- 1599
  - César de Vendôme devient duc d'Étampes.
- 1652
  - 4 mai : Les troupes royales de Turenne battent une armée frondeuse (bataille d'Étampes). Elles font ensuite le siège de la cité (siège d'Étampes).
  - La ville est à nouveau frappée par la peste mais secouru par saint Vincent de Paul.
- 1665
  - Louis II de Vendôme devient duc d'Étampes.
- 1669
  - Louis-Joseph de Vendôme devient duc d'Étampes.
- 1712
  - Le duché revient à la couronne.
- 1715
  - Naissance du géologue Jean-Étienne Guettard.
- 1772
  - Naissance du naturaliste Étienne Geoffroy Saint-Hilaire.
- 1784
  - Naissance de l'homme politique Auguste Rodolphe Darblay.
- 1788
  - Naissance de l'écrivain Abel Dufresne.

## Révolution française
- 1792
  - Le 3 mars, le maire Jacques Guillaume Simoneau est massacré sur la place saint-Gilles.
  - Le 3 juin, une fête nationale de la Loi est célébrée en sa mémoire.

## Premier Empire
- 1805
  - Naissance du naturaliste Isidore Geoffroy Saint-Hilaire.

## Seconde Restauration
- 1824
  - Naissance de l'actrice Rose Chéri.
- 1826
  - Naissance de l'actrice Anna Chéri.

## Second Empire
- 1853
  - Naissance de l'artiste-peintre Louise Abbéma.

## Troisième République
- 1889
  - Naissance du résistant Henri Manhès.
- 1894
  - Construction de l'hospice pour vieillards.
- 1905
  - Ouverture de la maternité du centre hospitalier.
- 1909
  - Ouverture du terrain d'aviation d'Étampes-Mondésir.
  - Vol préparatoire de Louis Blériot entre Étampes et Chevilly.
- 1910
  - En mars, ouverture de l'école d'aviation Farman.
  - En juin, ouverture de l'école d'aviation Louis Blériot.
- 1923
  - Conception et essais des premiers drones
- 1925
  - Le 5 février décollage du premier vol vers Dakar des lieutenants Arrachard et Lemaître.
- 1930
  - Création de l'école de perfectionnement au pilotage de l'Armée de l'air.
- 1931
  - Création de la Patrouille d'Étampes, précurseur de la Patrouille de France.
- 1936
  - Arrivé de la Première escadre de chasse à Étampes-Mondésir.

## Seconde Guerre mondiale
- 1940
  - Le 14 juin, bombardement du centre-ville et d'une colonne de réfugiés par l'aviation italienne fasciste.
- 1944
  - Le 10 juin, bombardement de la ville par les forces alliées.
  - Le 22 août, libération de la ville.

## Histoire contemporaine
- 1949
  - Naissance de la femme d'affaires Cathy Kopp.
- 1954
  - Naissance de l'écrivain Michel Crépu.
- 1962
  - Le 28 avril, attentat attribué à l'OAS contre les locaux du journal La Marseillaise[2].
- 1967
  - Rétrocession de la Base aérienne 251 Étampes-Mondésir.
- 1968
  - Naissance de l'humoriste Arnaud Gidoin.
- 1988
  - Acquisition de l'aéroport d'Étampes Mondésir par Aéroports de Paris.
- 2005
  - Le 16 décembre, agression d'une professeur d'art plastique par un de ses élèves au lycée Louis Blériot[3].

## Pour approfondir